# Absorptivité molaire
L'absorptivité molaire, également appelée coefficient d'extinction molaire ou coefficient d'absorption molaire, caractérise les capacités d'une solution à absorber la lumière. La loi de Beer-Lambert stipule qu'elle ne dépend pas de la concentration de la solution ni de l'épaisseur traversée par la lumière ; en revanche elle dépend de la nature du soluté et du solvant (souvent l'eau), de la longueur d'onde de la lumière incidente et de la température.

## Définition et unités
L'absorptivité molaire, notée ε, est définie par :
{\displaystyle \varepsilon ={\frac {A}{C\,L}}}
où :
- {\displaystyle A} est l'absorbance (ou densité optique) de la solution considérée (pour une longueur d'onde donnée), définie par {\displaystyle A=-\log _{10}(I_{\mathrm {t} }/I_{0})} où {\displaystyle I_{0}} est l'intensité énergétique de la lumière incidente et {\displaystyle I_{\mathrm {t} }} celle de la lumière transmise ;
- {\displaystyle C} la concentration molaire de la solution ;
- {\displaystyle L} la longueur du trajet optique, c'est-à-dire l'épaisseur de solution traversée par la lumière.

L'absorbance est sans dimension. Dans le Système international d'unités la concentration molaire s'exprime en mol/m3 et l'épaisseur en mètres, donc l'absorptivité molaire en m2/mol. Les biochimistes expriment plutôt la concentration molaire en mol/L et l'épaisseur en centimètres, donc l'absorptivité molaire en L mol−1 cm−1.

## Valeurs
Quelques valeurs de l'absorptivité molaire (en solution aqueuse) :
| Composé                  | {\displaystyle \lambda } nm | {\displaystyle \varepsilon } L mol−1 cm−1 |
| ------------------------ | --------------------------- | ----------------------------------------- |
| Tartrazine               | 425                         | 23 000                                    |
| Bleu patenté V           | 630                         | 98 500                                    |
| Co(H2O)62+               | 510                         | 5                                         |
| CoCl42−                  | 690                         | 615                                       |
| paranitrophénol (pH =12) | 400                         | 20 000                                    |
| I3−                      | 415                         | 4 360                                     |
| MnO4−                    | 525                         | 2 250                                     |
| MnO4−                    | 520                         | 2 120                                     |
| Cu(H2O)62+               | 810                         | 12                                        |
| Cu(EDTA)2−               | 735                         | 85                                        |
| Cu(H2O)2(en)22+          | 545                         | 64                                        |
| Cu(NH3)42+               | 620                         | 56                                        |
| Chlorophylle A           | 428                         | 111 000                                   |
| Br2                      | 398                         | 160                                       |
| I2                       | 520                         | 900                                       |